# Polydora kaneohe
Polydora kaneohe är en ringmaskart som beskrevs av Ward 1981. Polydora kaneohe ingår i släktet Polydora och familjen Spionidae. Inga underarter finns listade i Catalogue of Life.